# La Poule aux œufs d'or (film, 1952)
Pour les articles homonymes, voir La Poule aux œufs d'or.
Pour plus de détails, voir Fiche technique et Distribution.
La Poule aux œufs d'or (Jack and the Beanstalk) est un film américain sorti en 1952, réalisé par Jean Yarbrough, écrit par Nathaniel Curtis et mettant en scène Abbott et Costello

## Synopsis
Les projets d'Eloise Larkin et de son fiancé Arthur d'assister à la répétition d'une pièce de théâtre sont compromis car personne ne gardera son odieux petit frère Donald. Eloïse téléphone à l'agence pour l'emploi Cosman, où il se trouve que M. Dinkle et Jack cherchent du travail. Jack flirte avec l'employée de Cosman, Polly, mais il est contrecarré par l'arrivée de son petit ami, un officier de police imposant. Polly envoie Dinkle et Jack garder les enfants , mais une tentative d'endormir le garçon en lisant à haute voix le conte de fées Jack et le haricot magique échoue lorsque Jack trébuche sur les mots plus longs. Perplexe face à Jack, Donald lit l'histoire à la place - un renversement de rôle rendu complet lorsque Jack s'endort pendant que Donald lit. Dans son sommeil, Jack rêve qu'il est le jeune Jack du conte de fées.
Dans son rêve, Jack apprend qu'un géant, qui vit dans un château dans le ciel, a pris toute la nourriture du royaume ainsi que les joyaux de la couronne. La situation désastreuse oblige la princesse du royaume à épouser un prince d'un royaume voisin qu'elle n'a jamais rencontré. Jack doit aussi faire des sacrifices. Sa mère l'envoie vendre le dernier bien de la famille, leur vache bien-aimée "Henry", au boucher local, M. Dinklepuss. En chemin, Jack rencontre le prince, déguisé en troubadour , qui est kidnappé par le Géant peu de temps après. Le Dinklepuss sans scrupules paie à Jack cinq haricots magiques pour la vache. De retour chez lui, Jack apprend que le Géant a également kidnappé la princesse et Henry.
La mère de Jack, exaspérée par les haricots, dit à Jack de les planter et un gigantesque haricot pousse du jour au lendemain. Il décide de grimper sur la tige de haricot pour sauver tout le monde des griffes du Géant et récupérer "Nellie", la poule pondeuse aux œufs d'or que le Géant avait précédemment volée à la famille de Jack. En apprenant l'existence de Nellie, Dinklepuss rejoint Jack dans l'aventure. Lorsqu'ils atteignent le sommet de la tige de haricot, Jack et Dinklepuss sont capturés par le Géant et emprisonnés avec le prince et la princesse. La princesse tombe amoureuse du troubadour pour apprendre plus tard qu'il s'agit du même prince qu'elle était fiancée.
Le Géant libère Dinklepuss et Jack du donjon afin de travailler autour de son château . Ils se lient d'amitié avec sa gouvernante, Polly, qui les aide à s'échapper par-dessus le mur du château avec les prisonniers royaux, Nellie et certaines des gemmes volées du Géant (volées par le cupide Dinklepuss). Ils fuient le haricot avec le Géant à leur poursuite. Au cours de la descente, Dinklepuss perd Nellie (qui tombe dans les bras de la mère de Jack) puis les pierres précieuses, qui pleuvent sur les citadins pauvres en contrebas. Une fois que tous ont atteint le sol, Jack coupe le haricot magique, envoyant le Géant tomber à sa mort. Les villageois se réjouissent en dansant autour du trou que le Géant a fait de sa chute.
Juste avant d'être récompensé par le roi pour son héroïsme, Jack est brutalement réveillé lorsque Donald brise un vase sur la tête de Jack au moment où Eloïse et Arthur rentrent chez eux après la répétition. Jack crie, mais reçoit un deuxième coup à la tête de Dinkle, qui ramène Jack à son état de rêve. Après avoir salué Eloise et Arthur comme leurs homologues du livre de contes, Jack danse dans la nuit avec la bravade de Jack le tueur de géant.

## Fiche technique
- Réalisation : Jean Yarbrough
- Scénario : Nathaniel Curtis
- Pays de production :  États-Unis
- Date de sortie : 1952

## Distribution
- Bud Abbott : Monsieur Dinkelpuss
- Lou Costello : Jack Strong
- Dorothy Ford : Polly/Réceptionniste
- Buddy Baer : Géant/Sergent Riley
- Shaye Cogan : Eloise Larkin/Princesse/Darlene
- David Stollery : Donald Larkin
- James Alexander : Arthur/Prince
- Barbara Brown : Mme Strong
- William Farnum : Le Roi
- Arthur Shields : Patrick
- Johnny Conrad : danseur